# Авиляно
Авиля̀но (на италиански: Avigliano) е град и община в Южна Италия, провинция Потенца, регион Базиликата. Разположено е на 867 m надморска височина. Населението на общината е 11 792 души (към 2013 г.).